# Dyscia plebejaria
Dyscia plebejaria är en fjärilsart som beskrevs av Charles Oberthür 1910. Dyscia plebejaria ingår i släktet Dyscia och familjen mätare. Inga underarter finns listade i Catalogue of Life.